# モンテ・アギラ
モンテ・アギラ(スペイン語：Monte Águila) は、チリ共和国・ビオビオ州ビオビオ県(es)にある町。カブレロというコムーナに内包される。

## 地理
2012年の国勢調査でカブレロの人口は28145人、モンテ・アギラの人口は6574人だった。標高は115メートル。

## 交通
1962年または1963年に開通したラマル・モンテ・アギラ - ポルクーラ線(es)という鉄道路線が、かつてモンテ・アギラとトゥカペルを結んでいた。

## ギャラリー

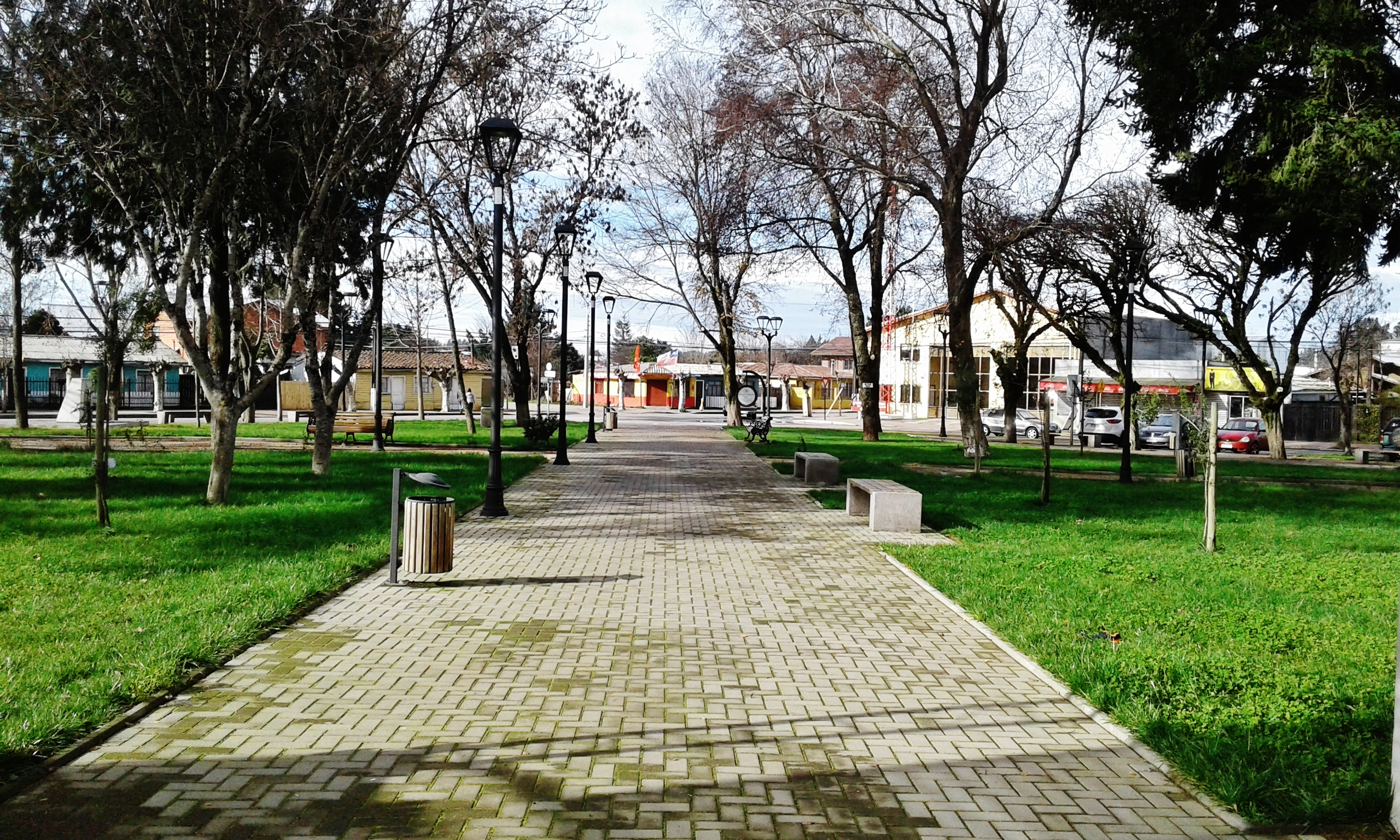
広場
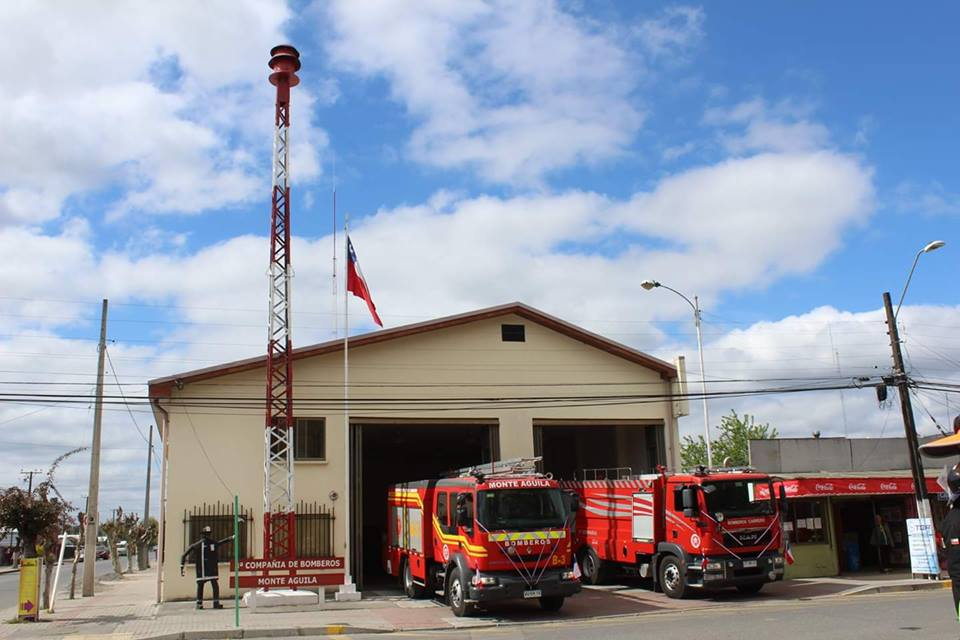
消防署
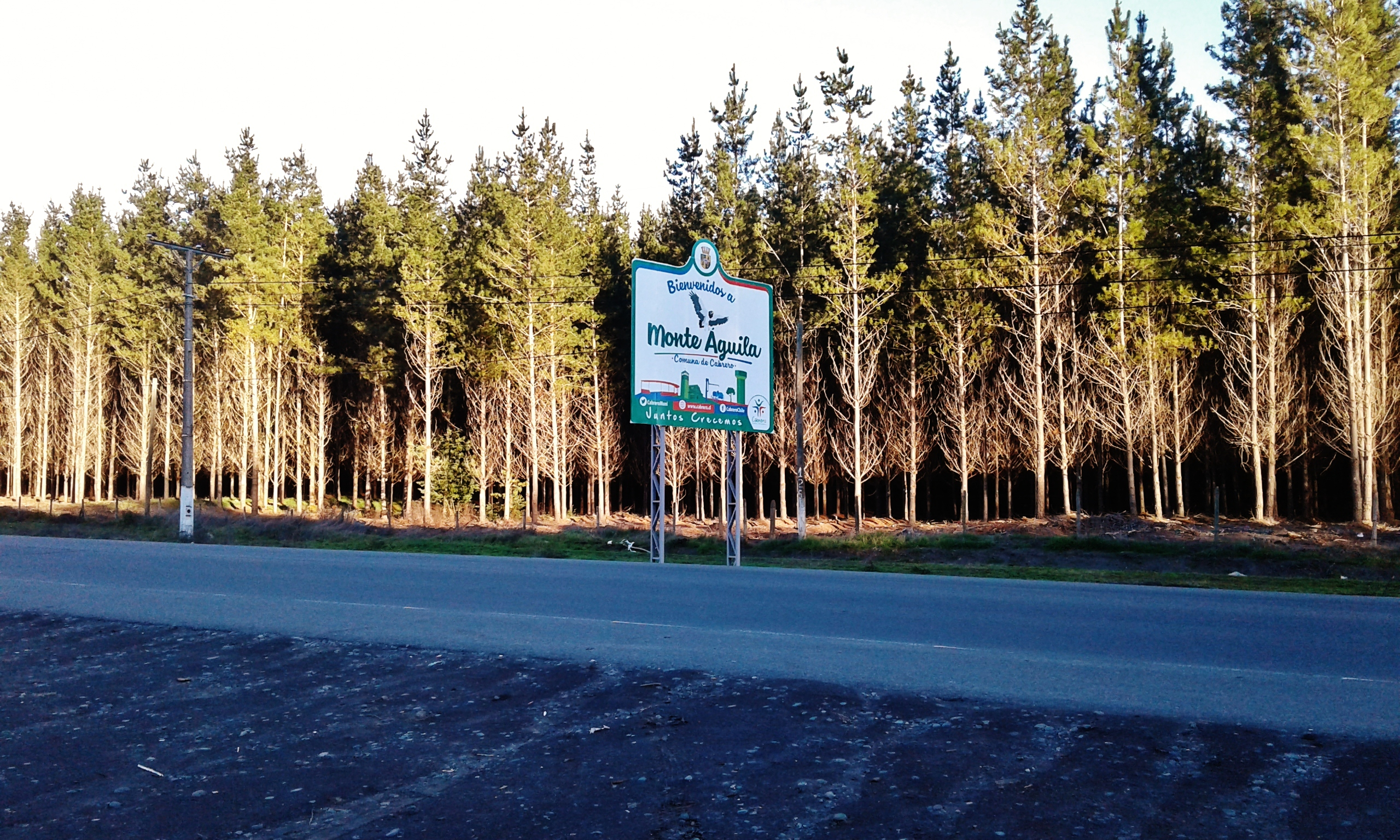
町の入り口
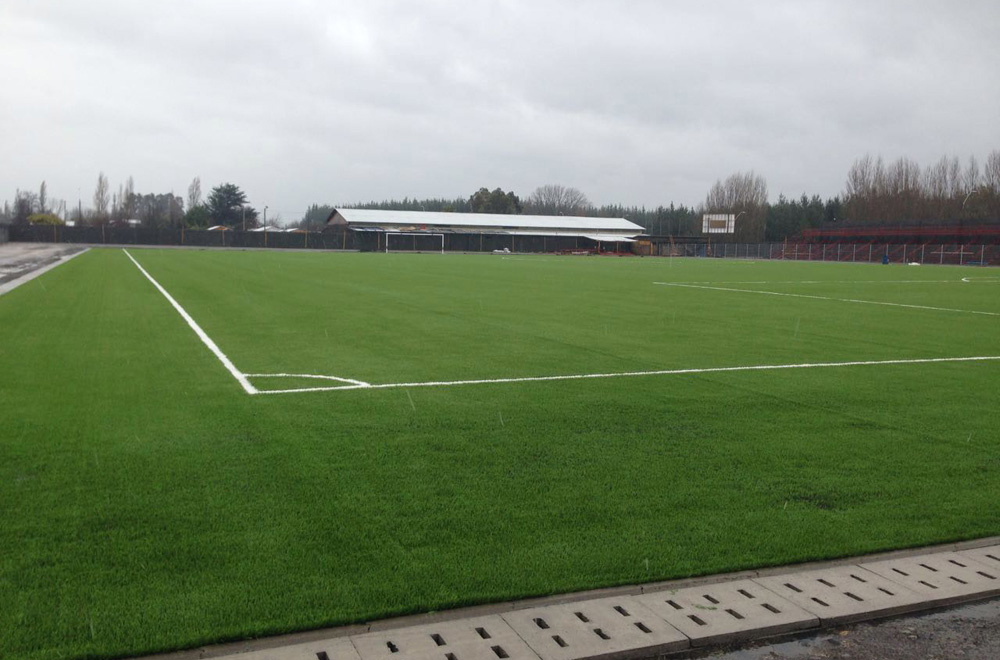
サッカースタジアム
チリナショナルデーのパレード
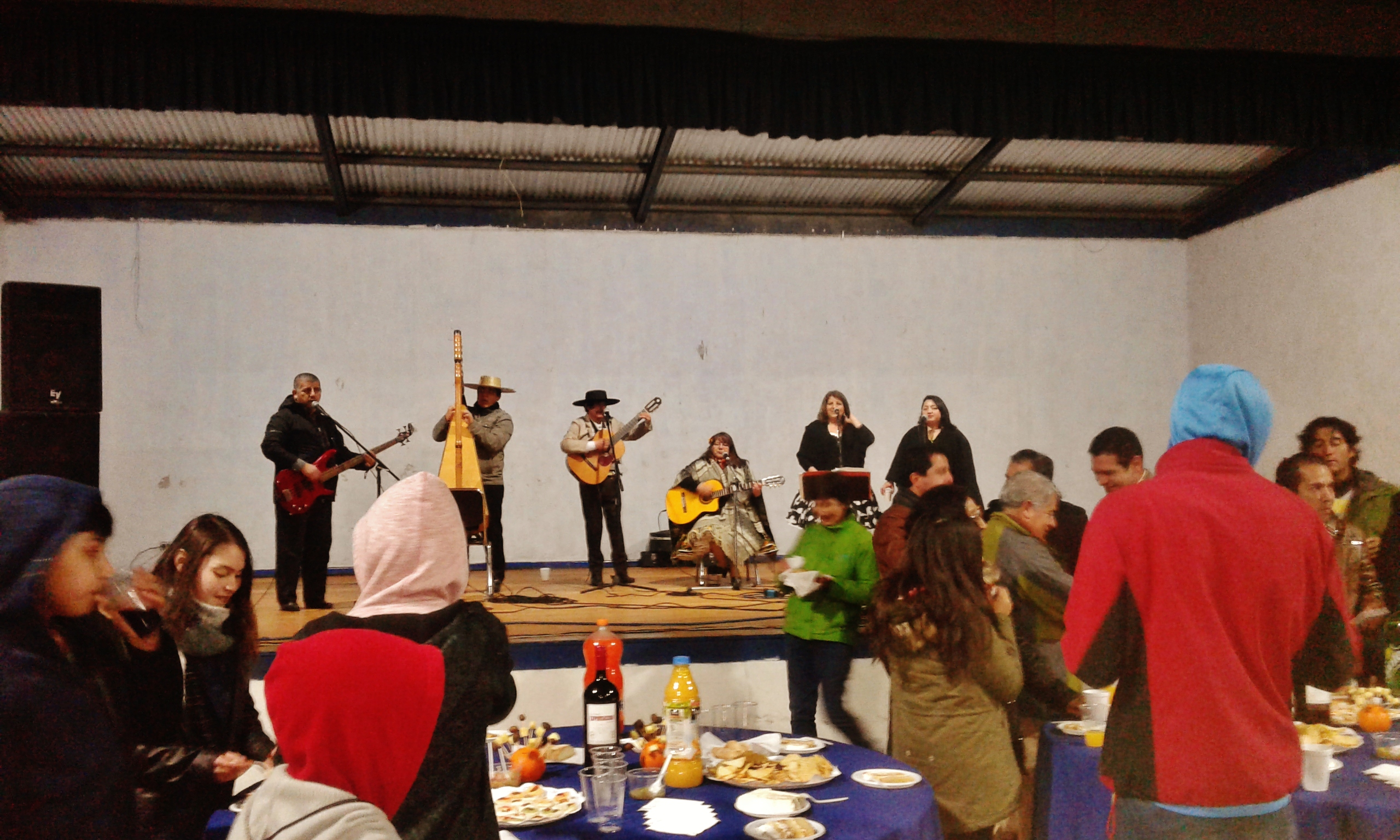
ライブハウス